# (145768) Petiška
(145768) Petiška – planetoida z pasa głównego asteroid okrążająca Słońce w ciągu 4 lat i 62 dni w średniej odległości 2,59 j.a. Została odkryta 12 sierpnia 1997 roku w Obserwatorium Kleť w pobliżu Czeskich Budziejowic przez Miloša Tichego i Zdenka Moravca. Nazwa planetoidy pochodzi od Eduarda Petiški (1924-1987), czeskiego poety, scenarzysty i tłumacza. Był on również autorem książek dla dzieci oraz tłumaczem mitów i legend starożytnej Grecji, Mezopotamii i Egiptu. Przed nadaniem nazwy planetoida nosiła oznaczenie tymczasowe (145768) 1997 PT2.